# سرگئی کرافتسوف
سرگئی کرافتسوف (روسی: Серге́й Тарасович Кравцов؛ زادهٔ ۱۵ فوریهٔ ۱۹۴۸) دوچرخه‌سوار اهل اوکراین است.
وی در مسابقات کشوری و بین‌المللی در مجموع برندهٔ ۲ مدال نقره شده‌است.